# Heinrich Gottwald
Heinrich Gottwald (* 24. Oktober 1821 in Reichenbach/Schlesien; † 17. Februar 1876 in Breslau) war ein deutscher Musiker, Komponist und Musikschriftsteller.

## Leben
Gottwald studierte 1839 bis 1843 am Prager Konservatorium in den Fächern Violine und Horn. Anschließend war er zwei Jahre als Musikdirektor in Hohenelbe im Riesengebirge tätig. 1846 erhielt er in Wien eine Anstellung als erster Hornist im Orchester des Theaters an der Wien, die er jedoch im Jahr darauf aus gesundheitlichen Gründen wieder aufgeben musste. 1847 bis 1857 wirkte er erneut in Hohenelbe. In dieser Zeit kam am 14. März 1850 in einem Konzert des Prager Konservatoriums seine Sinfonie c-Moll zur Uraufführung, die als „interessante Novität“ bezeichnet wurde.
1857 ließ er sich als Klavierlehrer, Komponist und Musikschriftsteller in Breslau nieder. Er trat für die „Neudeutsche Schule“ ein und veröffentlichte zahlreiche Artikel in der Neuen Zeitschrift für Musik.

## Familie
Gottwald war mit der Sängerin Susanne geb. Klingenberg aus Görlitz verheiratet.

## Kompositionen (Auswahl)
- Sinfonie c-Moll (1850, verschollen)
- Sonate fantastique f-Moll für Klavier, Breslau: Leuckart 1857
- Sehnsucht. Lied ohne Worte für Horn und Klavier op. 2, Prag: Hoffmann 1862
- Sei mir gnädig, Gott! Kantate für gemischten Chor, Streichquartett, zwei Klarinetten, zwei Hörner und Orgel op. 3, Breslau: Leuckart 1860
- Klaviertrio F-Dur „im leichten Styl“ op. 5, Bunzlau 1859